# 아이소뷰티릴-CoA
아이소뷰티릴-CoA(영어: isobutyryl-CoA) 또는 아이소뷰티릴 조효소 A(영어: isobutyryl coenzyme A)는 발린의 대사 과정에서의 대사 중간생성물이며, 다른 작은 아미노산의 이화 대사에서의 대사 중간생성물들과 구조적으로 유사하다.

## 같이 보기
- α-케토아이소발레르산
- 아이소뷰티릴-CoA 뮤테이스
- 아이소뷰티릴-CoA 탈수소효소 결핍증